# Halide Edib
Halide Edib Adıvar (Istanbul, 1884 - 9 de gener de 1964) va ser una escriptora, defensora dels drets de la dona i líder nacionalista turca. Fou la primera dona musulmana que es va graduar a l'American College d'Istanbul i, posteriorment, la primera professora d'una universitat turca. Compromesa amb l'activitat nacionalista, la van condemnar a l'exili el 1926 i es va traslladar per diverses capitals europees, on va continuar fent difusió de la seva causa. L'exili es va perllongar fins al 1939. Més tard, el 1951, va ser triada diputada de la Gran Assemblea Nacional de Turquia.
Les seves novel·les i escrits periodístics se centren en la cultura turca, el nacionalisme i la situació de la dona musulmana. Segon İnci Enginün, la escriptora del llibre Halide Edib Adıvar'ın eserlerinde Doğu ve Batı meselesi (turc per "la problemàtica de l'Occident i l'Orient en les Obres de Halide Edib Adıvar"), la seva obra més reconeguda és la novel·la, Sinekli Bakkal de la seva era de maduresa.

## Obres
Traduccions alemanyes
- Das Neue Turan Ein türkisches Frauenschicksal. (türk. Yeni Turan.) Deutsch 1916. Übers. Friedrich Schrader
- Das Flammenhemd Übers. Heinrich Donn, 1924, 5. Aufl. Interterritorialer Verlag Renaissance, Wien 1925
- Die Tochter donis Schattenspielers Manesse Verlag, 2008, Übers. (aus der engl. Erstfass.) Renate Orth-Guttmann, ISBN 978-3-7175-2164-8
- Mein Weg durch dónes Feuer Erinnerungen Unionsverlag, Zürich 2010. Übers. aus dem Türkischen und Englischen: Ute Birgi-Knellesen

Versions en anglès
- Memoirs of Halidé Edib 1926 Deutsch s. o. 2010
- The Turkish Ordeal 1928
- Turkey Faces West 1930[3]
- Conflict of East and West in Turkey 1935
- The Clown and his Daughter 1935, Übers. ins Türkische durch die Autorin: Sinekli Bakkal. 1936, häufige Neuaufl.
- Inside India 1937

Versions turques
- Ateşten Gömlek (1922, Camisa de Foc) en turc i anglès The Turkish Ordeal (1928).